# Викиновости
Викино́вости (англ. Wikinews) — открытое новостное интернет-издание, ведущееся группой добровольцев. Технология и принципы написания новостных статей в Викиновостях такие же, как в других изданиях Фонда Викимедиа — некоммерческой организации, поддерживающей Викиновости. Викиновости стремятся сохранять непредвзятость и нейтральность статей. Приоритет не отдаётся новостям из какого-либо региона, Викиновости одновременно и глобальные, и локальные.
Викиновости издаются в Интернете на 33 языках и в том числе публикуют эксклюзивные репортажи и интервью. Новостные статьи распространяются по свободной лицензии Creative Commons Attribution 2.5, что делает их полностью доступными для свободного распространения и использования.

## История
В ноябре 2004 года была запущена пробная версия на английском языке. В декабре 2004 года закончилось бета-тестирование. В это же время был запущен немецкий раздел Викиновостей. С января по март 2005 года были запущены французский, испанский, шведский, болгарский, польский, португальский, румынский и украинский разделы. 1 ноября 2005 года появилась русская версия, со временем вышедшая в лидеры по числу статей.
10 января 2009 года в Китае был заблокирован китайский раздел Викиновостей.

## Статистика
Согласно статистике Мета-вики, в Викиновостях имеется 30 языковых разделов, и первая десятка по состоянию на июнь 2023 года по количеству страниц в основном пространстве выглядит так:
1. Русские Викиновости — около 1 млн 495 тысяч
2. Сербские Викиновости — около 53 тысяч
3. Португальские Викиновости — около 29 тысяч
4. Французские Викиновости — около 24 тысяч
5. Английские Викиновости — около 22 тысяч
6. Польские Викиновости — около 17 тысяч
7. Китайские Викиновости — около 17 тысяч
8. Немецкие Викиновости — около 14 тысяч
9. Испанские Викиновости — около 12 тысяч
10. Итальянские Викиновости — около 12 тысяч